# Tullykelter Castle
Tullykelter Castle (irisch Caisleán Thulaigh Chealtchair) ist eine Burgruine etwa 1,6 km südwestlich von Monea Castle im Townland Tullykelter (irisch Tulaigh Chealtchair) im nordirischen County Fermanagh. Im Jahre 1616 gewährte der anglikanische Erzbischof von Cashel, Malcolm Hamilton, James Somerville und seiner Gattin Elizabeth Land, um eine Burg zu bauen. Elizabeth Somerville soll die Tochter von Thomas Hamilton aus Brimbill gewesen sein. Sie hatten eine Tochter, die den dritten Sohn des Erzbischofs, Captain John Hamilton, heiratete.

## Architektur
Tullykelter Castle liegt oben auf einem Hügel südlich von Monea Castle. Es ist heute eine Ruine, die stark von Pflanzen überwuchert ist. Das rechteckige Gebäude hat zwei Stockwerke und eine Grundfläche von 18,2 Meter × 6,0 Meter.

## James und Elizabeth (Hamilton) Somerville
James Somerville stammt aus Cambusnethan im schottischen Ayrshire. Er und seine Gattin verpachteten das Land an gebürtige Iren, womit sie die Vereinbarung über den Landbesitz brachen. Damit war für sie das Land, das sie verpachtet hatten, verloren. James und Elizabeth legten den Suprematseid ab, aber ein Pächter, Daniel Elliot, dem man die Position eines Einkäufers und Buchhalters gab, legte nicht den Fahneneid, eine Art Treueeid für seine Position als Einkäufer und Buchhalter, ab.